# 태어나서 처음 본 꿈
《태어나서 처음 본 꿈》(生まれてから初めて見た夢 우마레테카라하지메테미타유메[*])는 노기자카46의 3번째 정규 음반이다.

## 개요
전작 《각각의 의자》으로부터 약 1년 만의 음반이다.